# Florinas
Florinas település Olaszországban, Szardínia régióban, Sassari megyében. Lakosainak száma 1442 fő (2023. január 1.). Florinas Cargeghe, Codrongianos, Ittiri, Siligo, Banari és Ossi községekkel határos.

## Népesség
A település lakossága az elmúlt években az alábbi módon változott:
| Lakosok száma | 1533 | 1507 | 1442 |
|               | 2017 | 2018 | 2023 |